# Kościół św. Michała Archanioła w Mieroszowie
Kościół świętego Michała Archanioła – rzymskokatolicki kościół parafialny należący do dekanatu Głuszyca diecezji świdnickiej.
Pierwotna świątynia została wzniesiona w 1356 roku i została zniszczona Podczas najazdu husytów. Została odbudowana dopiero w I połowie XV wieku. Przez kolejne stulecia była remontowana. Najpierw w 1601 roku została przebudowana, następnie w latach 1714-1717 była wielokrotnie restaurowana. Obecnie jest to kościół składający się z jednej nawy z wydzielonym prezbiterium zakończonym wielobocznie i wieżą na osi. Wieża na planie kwadratu zwieńczona jest dwukondygnacyjną nadbudową z hełmem powstałą na początku XVIII wieku. We wnętrzu świątyni znajdują się elementy reprezentujące epokę renesansu i baroku m.in. ołtarz z około 1600 roku i chrzcielnica z 1647 roku.